# Encuentro de Kelly-Hopkinsville

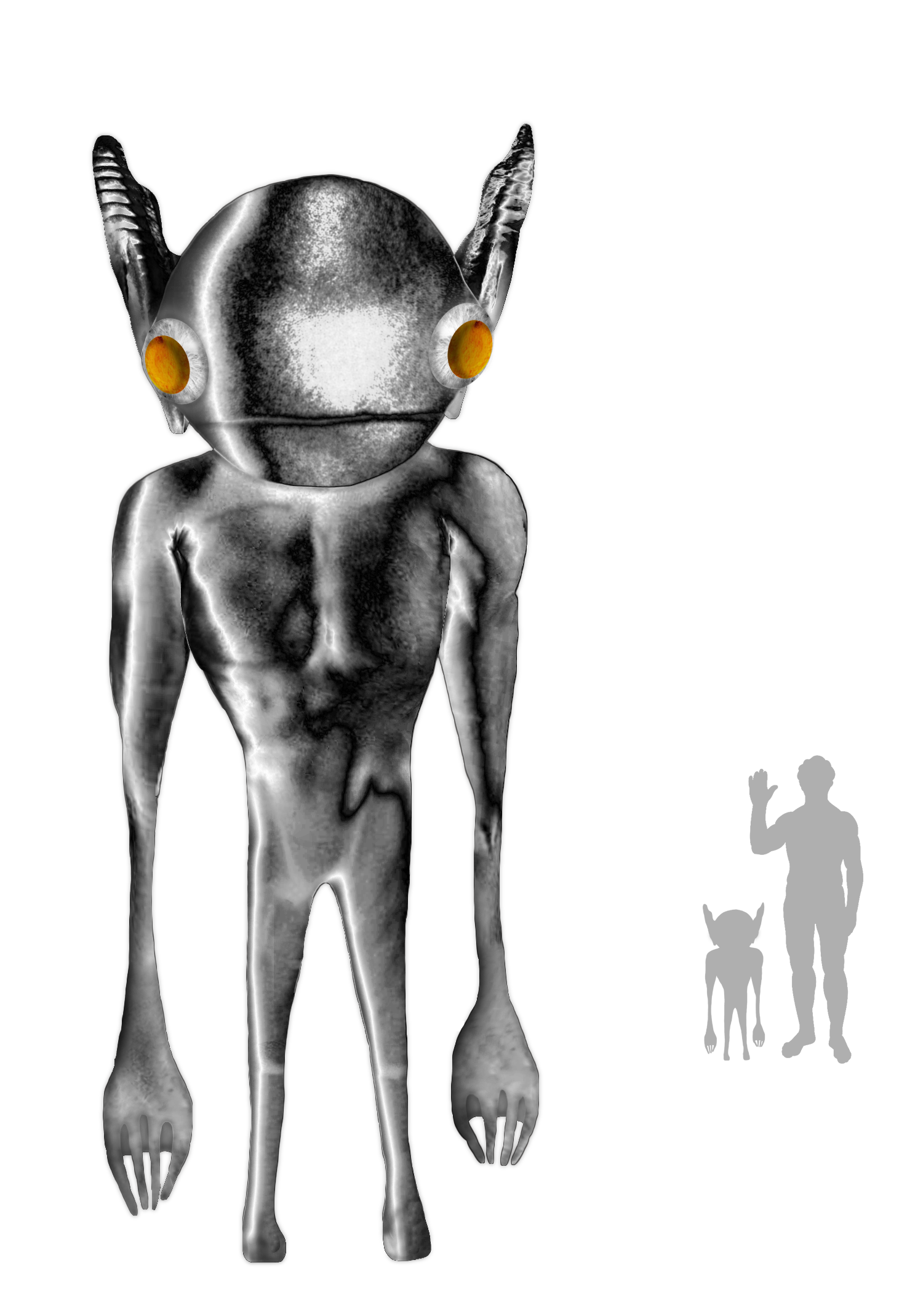
Recreación de los sujetos que la familia dijo ver ante la policía.

El encuentro de Kelly-Hopkinsville hace referencia al suceso acaecido en la noche del 21 de agosto de 1955 en la granja Sutton, ubicada entre las localidades de Kelly y Hopkinsville, en el condado de Christian (Kentucky, Estados Unidos). Aquella noche, una familia acudió muy alterada a la policía después de asegurar tener un encuentro cercano con seres extraterrestres. Los ufólogos lo han considerado como uno de los casos más significativos y bien documentados en la historia de incidentes ovni. Los escépticos lo han catalogado como un caso de histeria debido a un efecto de emoción y han sugerido que las visiones de los pequeños hombres verdes podían tener una explicación natural y ser primero meteoritos y después búhos americanos, que pueden volverse muy sobreprotectores con sus crías, siendo capaces de atacar a quienes se acercan a las mismas. Los psicólogos han utilizado el incidente como un ejemplo académico de pseudociencia para ayudar a los estudiantes a distinguir la verdad de la ficción.

## Suceso
En la noche del 21 de agosto de 1955, siete adultos y tres niños, todos pertenecientes a la misma familia, llegaron en dos camionetas a la comisaría de la localidad de Hopkinsville y alegaron, ante el oficial de guardia, que pequeñas criaturas alienígenas procedentes de una nave espacial habían asediado su granja y que habían estado conteniéndolas y atacándolas con sus armas durante casi cuatro horas. Dos de los adultos, Elmer Sutton y Billy Ray Taylor, afirmaron que habían estado disparando contra "doce o quince" figuras bajas y oscuras que repetidamente aparecían en la entrada o miraban por las ventanas.
Preocupados por una posible batalla armada entre ciudadanos locales, cuatro policías de la ciudad, cinco policías estatales, tres alguaciles y cuatro policías militares de la base militar de Fort Campbell, perteneciente al Ejército estadounidense, se acercaron hasta la granja, donde no pudieron encontrar ninguna prueba de dicha presencia salvo la evidencia de los casquillos disparados y los agujeros en las ventanas y la hoja de la puerta hechas con las armas de fuego.
Los residentes de la granja incluían a Glennie Lankford y sus hijos, Lonnie, Charlton y Mary, así como dos hijos mayores de un matrimonio anterior, Elmer "Lucky" Sutton y John Charley "JC" Sutton, y sus respectivas esposas, Vera y Alene, y Billy Ray Taylor y su esposa June. Tanto el matrimonio Taylor como "Lucky" y su mujer Vera Sutton trabajaban en un circo itinerante que solía visitar dicha granja y los alrededores. Al día siguiente, los vecinos de la granja aseguraron a los oficiales de la policía que las familias habían decidido empacar e irse después de verse afectadas por una segunda venida de las criaturas, que habían regresado en la madrugada.

## Cobertura mediática

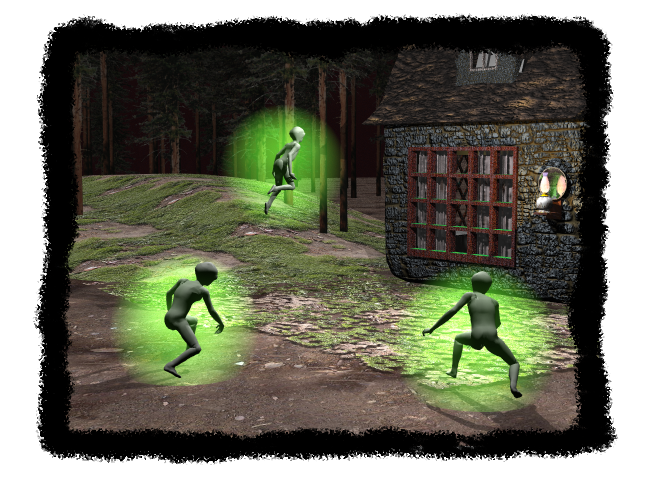
Interpretación de los supuestos extraterrestres que atacaron la granja.

Los reclamos de la familia recibieron una amplia cobertura en la prensa local y nacional. Los primeros artículos no se referían a "pequeños hombres verdes", el color fue agregado más tarde en algunas historias de los periódicos. Las estimaciones del tamaño de las supuestas criaturas variaron de dos pies a cuatro pies (en torno al metro de estatura), y dejaban detalles como "orejas puntiagudas, manos en forma de garra, ojos que brillaban amarillos y piernas delgadas", que aparecieron más tarde en varios medios.

## Explicaciones al mismo
Los psicólogos Rodney Schmaltz y Scott Lilienfeld han citado el supuesto incidente como un ejemplo de pseudociencia y un "reclamo extraordinario" para ayudar a los estudiantes a desarrollar habilidades de pensamiento crítico.

Es plausible, si no probable, que los alienígenas fueran búhos cornudos o búhos reales americanos, y hay alguna evidencia de que los testigos pudieron haber estado intoxicados durante el ataque alienígena.

El miembro del Comité para la Investigación Escéptica y escéptico Joe Nickell señala que la familia pudo haber identificado erróneamente al búho cornudo o búho real americano, que son nocturnos, vuelan silenciosamente, tienen ojos amarillos y defienden agresivamente sus nidos. Según Nickell, también se produjeron avistamientos de meteoritos en el momento que podrían explicar la afirmación de Billy Ray Taylor de que al ir por agua al pozo, vio poco antes "una raya de luz brillante en el cielo desaparecer más allá de una línea de árboles a cierta distancia de la casa".
Según el autor Brian Dunning, "simplemente hay demasiadas similitudes entre las criaturas reportadas por las familias y un par agresivo de búhos de Cornualles locales, que tienen una altura de dos tercios de metro".
El ufólogo francés Renaud Leclet también argumentó en una publicación que la explicación del caso eran los búhos cornudos. El que no fueran heridos se atribuye a la mala puntería en la oscuridad, ya que la granja no tenía electricidad ni agua corriente.
Otro ufólogo, Jerome Clark, escribió que las supuestas criaturas "flotaron" a través de los árboles y el sonido de las balas golpeándolas "parecían balas que golpeaban un cubo de metal". Clark describió "un parche luminoso extraño a lo largo de una valla donde uno de los seres había sido disparado, y, en el bosque más allá, una luz verde cuya fuente no podía determinarse". Sin embargo, la explicación científica alegó que se trataba de elementos bioluminiscentes de hongos de la madera en estado de descomposición.
Clark también escribió que las investigaciones de "policías, oficiales de la Fuerza Aérea de la cercana Fort Campbell y ufólogos civiles no encontraron evidencia de engaño". Sin embargo, Brian Dunning informó que "la afirmación de que los investigadores de la Fuerza Aérea se presentaron al día siguiente en la casa de la Sra. Lankford ha sido publicado varias veces por autores posteriores, pero no pude encontrar evidencia que corrobore esto". Dunning también observó que "los cuatro policías militares que acompañaron a los oficiales de policía la noche del evento eran de una base militar, no de una base de la Fuerza Aérea".
Algunos ufólogos compararon las supuestas criaturas con gremlins, que a menudo serían conocidos después como los "Goblins de Hopkinsville" en la cultura popular estadounidense. El ufólogo Allan Hendry escribió que este caso se distingue de otros por su duración y por el número de testigos involucrados. El Proyecto Libro Azul, que recogía una serie de estudios sobre ovnis llevado a cabo por la Fuerza Aérea de los Estados Unidos, enumeró este caso como un engaño sin más comentarios.

## Repercusión en la cultura popular
En el encuentro de Kelly-Hopkinsville reside el origen de la popularización de la descripción "pequeños hombres verdes" (antes de este avistamiento, los ocupantes de los platillos volantes eran llamados "hombres pequeños"): al día siguiente del avistamiento, los periodistas locales comenzaron a llamar a las criaturas "pequeños hombres verdes" y las palabras pronto fueron reproducidas en muchos periódicos, citadas en la radio y traducidas a otros idiomas.
La comunidad de Kelly celebra anualmente desde 2010 el aniversario de este suceso el tercer fin de semana de cada agosto con un evento llamado Kelly "Little Green Men" Days.
De acuerdo con el libro Comedy-Horror Films: A Chronological History, 1914-2008, de Bruce G. Hallenbeck, la película de 1986 Critters está basada libremente en el caso Kelly-Hopkinsville.
El pokémon Sableye, presentado en las ediciones de Pokémon Rubí y Pokémon Zafiro, se basa en los duendes descritos en el encuentro Kelly-Hopkinsville. En los juegos, están animados con un movimiento de balanceo o "vadeo", basado en la marcha informada de las criaturas por los testigos.
En el juego de rol Pathfinder, el "hobkins", un tipo de gremlin, se basa en los duendes descritos en el encuentro.
El encuentro de Kelly-Hopkinsville fue la base del musical It Came From Kentucky, que se representó en el Annoyance Theatre de Chicago.
El tercer episodio del programa Otros mundos, emitido en diciembre de 2017 por el Canal #0 de Movistar+, presentado por Javier Sierra, trató, con testimonios del suceso, el encuentro de Kelly-Hopkinsville y su repercusión mediática.